# Pharaon (Comic)
Pharaon ist eine zwischen 1980 und 1999 erschienene frankobelgische Comicserie.

## Handlung
Pharaon ist ein Agent der Spezialeinheit Cobra. Mit Hilfe telepathischer Fähigkeiten und Visionen ist er verbrecherischen Organisationen auf der Spur. Obwohl er den Dienst quittiert, kehrt er später zu seiner alten Einheit zurück.

## Hintergrund
André-Paul Duchâteau schrieb die mit übernatürlichen Elementen angereicherte Agentenserie. Der Zeichner war Daniel Hulet. Die ersten vier Kurzgeschichten kamen 1980 in Super As zum Abdruck. Die restlichen Episoden erschienen direkt in Albenform. Im deutschen Sprachraum wurden die Kurzepisoden im alten Zack veröffentlicht. Ehapa begann mit der Veröffentlichung einzelner Geschichten in Detektive, Gauner und Agenten und Comics Unlimited. Drei Alben stammten von Feest. Die letzten zwei Episoden gab Arboris heraus.

## Geschichten
- Cadeau empoisonné pour Pharaon (Super As, 1980, 9 Seiten)
- Anti contre Pharaon (Super As, 1980, 7 Seiten)
- Le nyctalope (Super As, 1980, 7 Seiten)
- Cibles vivantes (Super As, 1980, 8 Seiten)
- Philtre pour l’enfer (1981, 46 Seiten)
- Le cerveau de glace (1982, 46 Seiten)
- L’incarnation de Seth (1983, 46 Seiten)
- Promenade des solitudes (1984, 46 Seiten)
- Témoin à vendre (1984, 13 Seiten)
- Des ombres sur le sable (1985, 44 Seiten)
- Les feux de la mer (1996, 46 Seiten)
- Le géant englouti (1999, 46 Seiten)

## Deutsche Veröffentlichungen
| Geschichte                     | Jahr O.Vö. | Seiten    | Deutsche Ausgabe                   | Deutscher Titel                                          | Format    | Jahr                    | Verlag         | ISBN Deutsche Ausgabe                            |
| ------------------------------ | ---------- | --------- | ---------------------------------- | -------------------------------------------------------- | --------- | ----------------------- | -------------- | ------------------------------------------------ |
| Cadeau empoisonné pour Pharaon | 1980       | 9 Seiten  | Zack 21/1980                       | Pharao: Ein gefährlicher Test                            | Heft      | 16.05.1980              | Koralle-Verlag |                                                  |
|                                |            |           | Pharaon (1)                        | Dossier Anti: (1) Ein tödliches Geschenk für Pharaon     | Softcover | 1989                    | Feest          | 3-89343-780-0                                    |
| Anti contre Pharaon            | 1980       | 7 Seiten  | Pharaon (1)                        | Dossier Anti: (3) "Anti" gegen Pharaon                   | Softcover | 1989                    | Feest          | 3-89343-780-0                                    |
| Le nyctalope                   | 1980       | 7 Seiten  | Pharaon (1)                        | Dossier Anti: (2) Der Tagblinde                          | Softcover | 1989                    | Feest          | 3-89343-780-0                                    |
| Cibles vivantes                | 1980       | 8 Seiten  | Pharaon (1)                        | Dossier Anti: (4) Lebende Zielscheiben                   | Softcover | 1989                    | Feest          | 3-89343-780-0                                    |
| Philtre pour l’enfer           | 1981       | 46 Seiten | Detektive, Gauner und Agenten (12) | Pharaon: Pafüm des Todes                                 | Softcover | 1984                    | ehapa Verlag   |                                                  |
|                                |            |           | Pharaon (2)                        | Liebestrank aus der Hölle                                | Softcover | 1989                    | Feest          | 3-89343-781-9                                    |
|                                |            |           | Pharao (1)                         | Todestrank aus der Hölle                                 | Hardcover | 30.11.2021              | All Verlag     | Normal: 978-3-96804-074-5 VZA: 978-3-96804-075-2 |
| Le cerveau de glace            | 1982       | 46 Seiten | Comic Spiegel 19-23                | Tödliche Kälte                                           | Heft      | 1989                    | Feest          |                                                  |
|                                |            |           | Pharaon (3)                        | Tödliche Kälte                                           | Softcover | 1990                    | Feest          | 3-89343-782-7                                    |
|                                |            |           | Pharao (2)                         | Eisiger Verstand                                         | Hardcover | 05.07.2022              | All Verlag     | Normal: 978-3-96804-108-7 VZA: 978-3-96804-109-4 |
| L’incarnation de Seth          | 1983       | 46 Seiten | Detektive, Gauner und Agenten (15) | Pharaon: Pyramide des Bösen                              | Softcover | 12/1984                 | ehapa Verlag   |                                                  |
|                                |            |           | Pharao (3)                         | Die Inkarnation von Seth                                 | Hardcover | 05.07.2022              | All Verlag     | Normal: 978-3-96804-110-0 VZA: 978-3-96804-111-7 |
| Promenade des solitudes        | 1984       | 46 Seiten | Comics Unlimited (4)               | Pharaon: Invasion der Eisberge                           | Softcover | 1987                    | ehapa Verlag   |                                                  |
|                                |            |           | Pharao (4)                         | Promenade der Einsamkeiten                               | Hardcover | (noch nicht erschienen) | All Verlag     | Normal: 978-3-96804-185-8 VZA: 978-3-96804-186-5 |
| Témoin à vendre                | 1984       | 13 Seiten | Pharaon (1)                        | Dossier Anti: (5) Zeuge zu verkaufen                     | Softcover | 1989                    | Feest          | 3-89343-780-0                                    |
| Des ombres sur le sable        | 1985       | 44 Seiten | Pharao (5)                         | Schatten im Sand                                         | Hardcover | 30.11.2021              | All Verlag     | Normal: 978-3-96804-076-9 VZA: 978-3-96804-077-6 |
| Les feux de la mer             | 1996       | 46 Seiten | Pharaon (1)                        | Die Feuer des Meeres                                     | Softcover | 1996                    | Arboris        | 90-344-0898-1                                    |
|                                |            |           | Pharao (6)                         | Die Feuer des Meeres                                     | Hardcover | (noch nicht erschienen) | All Verlag     | Normal: 978-3-96804-187-2 VZA: 978-3-96804-188-9 |
| Le géant englouti              | 1999       | 46 Seiten | Pharaon (2)                        | Der versunkene Riese (Covertitel "Die versunkene Riese") | Softcover | 1999                    | Arboris        | 90-344-0616-4                                    |

Offen sind noch in der Zuordnung:
- (Koralle) Zack 23/1980 Pharao: Der Doppelgänger
- (Koralle) Zack 26/1980 Pharao: Das Geheimnis der Röntgenaugen
- (Koralle) Zack 29/1980 Pharao: Das Pappkameraden-Duell

Es wird sich hierbei vermutlich um die Kurzgeschichten "Anti contre Pharaon", "Le nyctalope" und "Cibles vivantes" handeln.